# Cyril Neville
Cyril Neville (New Orleans, 10 oktober 1948) is een Amerikaanse percussionist en zanger. Hij is lid van The Neville Brothers, die in in 1989 een Grammy Award wonnen voor Best Pop Instrumental Album.  Neville heeft gespeeld op opnames van onder meer Bob Dylan, Robbie Robertson, Edie Brickell, Willie Nelson en Dr. John.
Neville is te zien in de documentaire Make It Funky! uit 2005, die de geschiedenis vertelt van de muziek uit New Orleans en de invloed ervan op rhythm and blues, rock-'n-roll, funk en jazz. In de film speelt de band "Fire on the Bayou" met gasten Ivan en Ian Neville. Neville was ook te zien in de documentairefilm New Orleans Music in Exile uit 2006.

## Carrière
Neville kreeg voor het eerst bekendheid als lid van The Meters, een funkband opgericht door zijn broer Art Neville. Hij sloot zich na de ontbinding van The Meters aan bij The Neville Brothers. 
In 2005 sloot Neville zich aan bij de Voice of the Wetlands Allstars, een muzikantencollectief opgericht door Tab Benoit, die als doel heeft het bewustzijn over het snelle verlies van wetlands langs de Golfkust in Louisiana te vergroten. De band bestaat verder uit Waylon Thibodeaux, Johnny Sansone, Anders Osborne, Monk Boudreaux, George Porter Jr., Johnny Vidacovich en Dr. John. De band is een hoofdact geworden op het jaarlijkse New Orleans Jazz & Heritage Festival.
In 2010 sloot Neville zich aan bij de funkband Galactic uit New Orleans. Hij zette zijn solocarrière opzij om met de band internationaal op tournee te gaan.
Na de overstromingen veroorzaakt door de orkaan Katrina verhuisde Neville naar Austin in Texas, maar sinds 2012 woont hij in Slidell in Louisiana. De Soul Rebels Brass Band had Neville als speciale gast op Unlock Your Mind, hun Rounder Records-debuutrecord, uitgebracht op 31 januari 2012.
In 2012 bundelde Cyril Neville de krachten met Devon Allman (zoon van Gregg Allman van The Allman Brothers Band), de bluesrockgitarist Mike Zito, bassist Charlie Wooton en Grammy-winnende drummer Yonrico Scott om de supergroep "Royal Southern Brotherhood" te vormen.
In 2013 bracht Neville een solo-album uit : Magic Honey.